# William Temple (politiker)
William Temple, född 29 februari 1814 i Queen Anne's County i Maryland, död 28 maj 1863 i Smyrna i Delaware, var en amerikansk politiker. Han var Delawares guvernör 1846–1847 och ledamot av USA:s representanthus från 4 mars 1863 fram till sin död.
Guvernör Joseph Maull avled 1846 i ämbetet och efterträddes av Temple. Han efterträddes 1847 i sin tur av William Tharp. År 1863 efterträdde Temple George P. Fisher som kongressledamot och avled senare samma år i ämbetet.